# Electroglow
El electroglow es un fenómeno de emisión que ha sido observado en las magnetosferas de los gigantes gaseosos del Sistema Solar. Presente sólo en los lados de los planetas iluminados por el Sol, la luminiscencia se produce por la colisión de electrones con hidrógeno molecular.  Los electrones son liberados de los átomos por radiación solar ultravioleta. El fenómeno es más fácilmente observable alrededor de Urano.
Fue identificado poco después del encuentro de Urano por la Voyager 2.